# Jesús Otero
Pour les articles homonymes, voir Otero.
Ne doit pas être confondu avec Jesús de Otoro.
Jesús Otero, né à Santillana del Mar, en Province de Santander, en 1908 et mort en 1994 dans cette même ville, est un sculpteur espagnol. 

## Biographie
Né à Santillana del Mar, il étudie à l'École des arts et métiers de Santander, où il expose ses premières œuvres.0[Quoi ?]
En 1929, il intègre l'Académie royale des Beaux-Arts Saint-Ferdinand à Madrid.
En 1931, il revient en province de Santander, travaillant notamment dans les villes de Santander et de Torrelavega. En 1936, sous la Seconde République il est nommé délégué des beaux-arts à Santillana del Mar pour préserver le patrimoine artistique de la localité. Il milite pour le camp républicain durant la Guerre civile, et pour cela, il est emprisonné successivement à Santander, Burgos, Alcalá de Henares et Bilbao. Il est libéré en 1941, malgré de multiples condamnations à mort.

## Postérité
- Musée Jesús Otero[3].
- Rue Jesús Otero, à Santillana del Mar[4]
- Le monument aux Républicains espagnols du cimetière de Ciriego, à Santander[5].